# Tjöstelsrödsbäcken
Tjöstelsrödsbäcken este o arie protejată (arie specială de conservare — SAC, sit de importanță comunitară — SCI) din Suedia întinsă pe o suprafață de 4,7 ha, integral pe uscat.

## Localizare
Centrul sitului Tjöstelsrödsbäcken este situat la coordonatele 58°13′16″N 11°55′40″E / 58.2211°N 11.9279°E.

## Înființare
Situl Tjöstelsrödsbäcken a fost declarat sit de importanță comunitară în iulie 2000 pentru a proteja 1 specie de plante. Situl a fost protejat și ca arie specială de conservare în martie 2011.

## Biodiversitate
Situată în ecoregiunea boreală, aria protejată conține 3 habitate naturale: Păduri caducifoliate de mlaștină fino-scandinave, Păduri aluvionare cu Alnus glutinosa și Fraxinus excelsior (Alno-Padion, Alnion incanae, Salicion albae), Liziere de ierburi înalte hidrofile de câmpie și de nivel montan până la alpin.
La baza desemnării sitului se află o specie protejată de  plante: Bryhnia novae-angliae.